# شارع الخوف الجزء الثاني: 1978
شارع الخوف الجزء الثاني: 1978 (بالإنجليزية: Fear Street Part Two: 1978)‏ هو فيلم تقطيع أمريكي من بطولة سادي سينك، إميلي رود، رايان سمبكينز، جيليان جاكوبس، كيانا ماديرا، بنجامين فلوريس، أوليفيا سكوت ويلش وجوردانا سبيرو. صدر الفيلم على نتفليكس في 9 يوليو عام 2021.

## وصلات خارجية
- شارع الخوف الجزء الثاني: 1978 على موقع IMDb (الإنجليزية)
- شارع الخوف الجزء الثاني: 1978 على موقع ميتاكريتيك (الإنجليزية)
- شارع الخوف الجزء الثاني: 1978 على موقع روتن توميتوز (الإنجليزية)
- شارع الخوف الجزء الثاني: 1978 على موقع نتفليكس (الإنجليزية)
- شارع الخوف الجزء الثاني: 1978 على موقع ألو سيني (الفرنسية)
- شارع الخوف الجزء الثاني: 1978 على موقع أول موفي (الإنجليزية)
- شارع الخوف الجزء الثاني: 1978 على موقع فيلمافينيتي (الإسبانية)
- شارع الخوف الجزء الثاني: 1978 على موقع قاعدة بيانات الفيلم (الإنجليزية)
- شارع الخوف الجزء الثاني: 1978 على موقع ليتربوكسد (الإنجليزية)
- شارع الخوف الجزء الثاني: 1978 على موقع كينوبويسك (الروسية)